# Chiloscyphus muricatus
Chiloscyphus muricatus là một loài rêu tản trong họ Lophocoleaceae. Loài này được (Lehm.) J.J. Engel & R.M. Schust. miêu tả khoa học lần đầu tiên năm 1984.